# معاهدة السلام السوفيتية الليتوانية

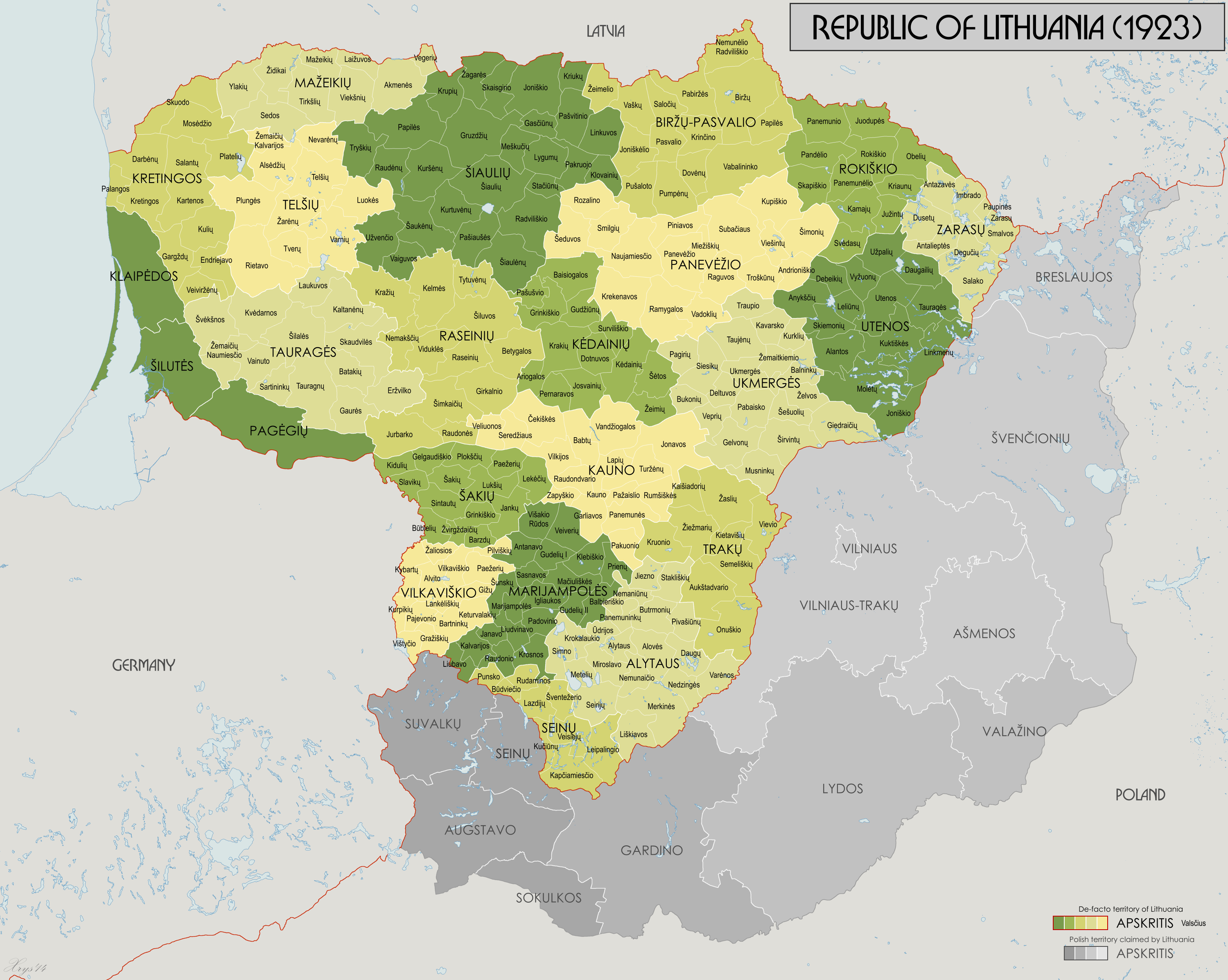
الخريطة الإدارية للمقاطعات والمناطق في جمهورية ليتوانيا 1918-1940

وُقّعت معاهدة السلام السوفيتية الليتوانية، والتي تُعرف كذلك باسم معاهدة موسكو للسلام، بين ليتوانيا وجمهورية روسيا الاتحادية الاشتراكية السوفيتية في 12 يوليو 1920. واعترفت جمهورية روسيا الاتحادية الاشتراكية السوفيتية بسيادة ليتوانيا مقابل وقوف ليتوانيا على الحياد والسماح لها بنقل قواتها عبر الأراضي التي اعتُرف بسيادتها خلال الحرب البولندية السوفيتية. شكّلت المعاهدة علامة فارقةً في سعي ليتوانيا للحصول على الاعتراف الدولي والاعتراف بحدود ليتوانيا الشرقية. في حقبة ما بين الحربين العالميتين، أصرّت ليتوانيا بشكل رسمي أن حدودها القانونية كانت تلك التي حددتها المعاهدة، رغم سيطرة بولندا فعليًا على منطقة فيلنيوس الكبيرة.
تبادل الطرفان وثائق التصديق في موسكو في 14 أكتوبر 1920. وفي 8 مارس 1921، سُجّلت المعاهدة في سلسلة معاهدات عصبة الأمم.

## نبذة تاريخية
في 16 فبراير 1918، أعلنت ليتوانيا استقلالها عن الإمبراطورية الروسية البائدة. في مارس من ذلك العام، وقعت حكومة البلاشفة معاهدة برست ليتوفسك وتخلت بموجبها عن أي مطالبات بدول البلطيق، بما في ذلك ليتوانيا. لم تسمح أوبر أوست، أي سلطة الاحتلال الألمانية، لليتوانيا بإنشاء مؤسسات حكومية، أو تنظيم قوات الجيش أو الشرطة، أو أي محاولة لترسيم حدودها. ظل استقلال ليتوانيا إعلانًا سياسيًا غير متحقّق إلى حد كبير.
تغير ذلك الوضع مع استسلام ألمانيا في نوفمبر 1918. ومن فورهم، اعتمد الليتوانيون دستورًا مؤقتًا، وشكلوا حكومة، وبدأوا في تنظيم الجيش.
شجبت روسيا السوفيتية معاهدة برست ليتوفسك، وجددت مطالبها بمنطقة البلطيق. في أواخر ديسمبر 1918، غزت القوات البلشفية الأراضي الليتوانية، بغرض ملاحقة الألمان المنسحبين. مثّل ذلك نقطة البدء في حروب الاستقلال الليتوانية والحرب البولندية السوفيتية. في غضون شهر من تاريخه، بسطت القوات السوفيتية سيطرتها على أجزاء كبيرة من شمال وشرق ليتوانيا. ولم يوقِف الزحف السوفييتي سوى مساعدةُ المتطوعين الألمان. في فيلنيوس، نصّب البلاشفة حكومة سوفيتية عميلة بقيادة فينكاس ميكيفتش-كبسوكاس. في فبراير من العام 1919، اندمجت جمهورية ليتوانيا الاشتراكية السوفيتية مع جمهورية بيلاروسيا الاشتراكية السوفيتية، لتشكيل جمهورية ليتوانيا وروسيا البيضاء الاشتراكية السوفيتية. لم يدم ذلك الكيان طويلًا، إذ نجحت بولندا وليتوانيا في هجومهما المضاد. في أبريل من ذلك العام، سيطر البولنديون على منطقة فيلنيوس، العاصمة التاريخية لليتوانيا. وطُرد آخر الجنود البلاشفة من الأراضي الليتوانية في نهاية أغسطس. انتُزعت جميع أراضي جمهورية ليتوانيا وروسيا البيضاء الاشتراكية السوفيتية بحلول سبتمبر 1919، ولم تعد موجودة كدولة.

## المفاوضات

### تأخّر المحادثات الدبلوماسية
بُعيد طرد البلاشفة من منطقة البلطيق، سعى لينين لعقد معاهدات سلام لتخفيف المشاعر المناهضة للبلاشفة في أوروبا. بدأت أولى المحاولات الليتوانية الروسية الأولى للتفاوض في 11 سبتمبر 1919، عندما أرسل مفوض الشعب للشؤون الخارجية في الحكومة الروسية السوفيتية، جورجي تشيشيرين، مذكرة تتضمن مقترحًا لعقد معاهدة سلام. وكان ذلك بمثابة اعتراف فعلي بالدولة الليتوانية. وقُدمت مقترحاتٌ مماثلة إلى لاتفيا وإستونيا. في 14 و15 سبتمبر، عقدت دول البلطيق اجتماعًا ثلاثيًا في تالين واتفقت على بدء محادثات سلام متزامنة مع السوفييت.
بالرغم من ذلك، فقد تأخرت ليتوانيا في الاتصال بموسكو ولم تُعقد المفاوضات الجماعية. خشي الليتوانيون من أن المفاوضات مع روسيا الشيوعية، التي كانت معزولة عن السياسة الأوروبية، ستضر بعلاقاتها مع القوى الغربية التي لم تكن قد اعترفت بعد بليتوانيا. ومع استعداد ليتوانيا لعقد أول انتخابات ديمقراطية للجمعية التأسيسية لليتوانيا، حثت الحملات الانتخابية الحكومة على بدء المفاوضات.